# فصلنامه حقوق بین‌الملل و تطبیقی
فصلنامه حقوق بین‌الملل و تطبیقی (با شماره استاندارد بین‌المللی پیایندها ISSN 0020-5893؛ ۱۴۷۱-۶۸۹۵) مجله‌ای سه ماهه برای بررسی قانون است که از سال ۱۹۵۲ توسط موسسه بریتانیایی حقوق بین‌الملل و تطبیقی منتشر می‌شود. این مجله به بررسی حقوق تطبیقی مانند حقوق بین‌الملل عمومی و خصوصی از جمله حقوق بشر، جنایت جنگی و نسل‌کشی، داوری قانون و پیمان‌های سرمایه‌گذاری سازمان تجارت جهانی، تحولات اخیر دادگاه‌ها و دادگاه‌های بین‌المللی و همچنین قوانین تطبیقی عمومی و خصوصی در سراسر جهان می‌پردازد. علاوه بر مقالات دیگر، این مجله نقد کتاب نیز منتشر می‌کند.
این مجله در نتیجه ادغام مجله قانون تطبیقی و قوانین بین‌الملل و فصلنامه حقوق بین‌الملل پدید آمده است.